# チェーティル・ヤンスルード
チェーティル・ヤンスルード（Kjetil Jansrud, 1985年8月28日 - ）は、ノルウェー出身の元アルペンスキー選手。
若い頃は大回転を最も得意としていたが、近年はスーパー大回転と滑降で活躍していた。ワールドカップ通算23勝、ソチオリンピック・スーパー大回転金メダリスト。

## 来歴
スタヴァンゲル生まれ、グドブランスダール地方のヴィンストラ出身。
2006年トリノオリンピックでは、複合で10位。続く大回転競技で親指を骨折し、そのまま2005/2006年シーズンを終えることとなった。さらに同年9月に椎間板ヘルニアが発見され、2006/2007年シーズンをも棒に振ることとなった。ヤンスルードは、2009年1月に初めてワールドカップの表彰台に上り、2009年の世界選手権では、スーパー複合で9位となった。
2010年バンクーバーオリンピックでは、大回転で銀メダルを獲得。
ヤンスルードは、2012年3月の地元ノルウェーのクヴィットフィエルで行われたスーパー大回転第9戦で、ワールドカップ初勝利をあげた。また、彼は同地で前日と前々日にそれぞれ行われた滑降とスーパー大回転でも表彰台に上った。
2013年の世界選手権では、スーパー大回転で途中転倒しながらも完走した。だが、その後左膝の靭帯を断裂していたことが判明し、そのまま2012/2013年シーズンを終えることとなった。
2014年ソチオリンピックでは、滑降で銅メダル、スーパー大回転で金メダルを獲得した。
2014/2015年シーズンはワールドカップで滑降とスーパー大回転の種目別タイトルを獲得し、自己最高の総合順位2位につけた。アルペンスキー世界選手権ではスーパー複合で銀メダルを獲得した。
2016/2017年シーズンはワールドカップでスーパー大回転の種目別タイトルを獲得し、滑降の種目別2位、自己最高タイの総合2位につけた。アルペンスキー世界選手権ではスーパー大回転で銀メダルを獲得した。
2017/2018年シーズンは平昌オリンピックで滑降で銀メダル、スーパー大回転で銅メダルを獲得した。ワールドカップでスーパー大回転で種目別タイトルの連覇を果たし、滑降の種目別7位、総合4位につけた。2022年3月5日に母国ノルウェーのクビートフィエルで開催されたW杯滑降で引退した。